# 五島市の地名
五島市の地名では、長崎県五島市の地名の一覧を記す。
住所表記として用いられる地名の他に、町内会や集落の所属についても併記する。

## 旧福江市
（）内は1954年の1町4村合併により福江市になる前の字名（住居表示町名に限っては前身の町名）。なお、福江市の町はのちに住居表示実施で発足した町を除きすべて合併と同時に発足している。
1954年、南松浦郡福江町、奥浦村、崎山村 (長崎県)、本山村、大浜村の合併により福江市が成立し、その後1957年中に久賀島村、樺島村を相次いで編入している。
以下では旧福江市内の町名をこれら3回の新設・編入合併以前の旧町村別に記載する。
旧福江市は2004年（平成16年）の合併において、町名変更は一切行わず、町名はそのまま五島市に引き継がれている。

### 旧福江町
- 大荒町（おおあら、大荒郷）

地区: 一番町、小田、職人町、新一番町、新二番町
- 上大津町（かみおおづ、上大津郷）

地区: 上大津、小大津、山崎、城山町、片山町
- 木場町（こば、木場郷）

地区: 木場、中野橋、木場第一、二番町
- 籠淵町（こもりぶち、籠淵郷）

地区: 籠淵、鳴木場
- 下大津町（しもおおづ、下大津郷）

地区: 下大津、水の窪、岸の上
- 福江町（福江郷、一部が1998年住居表示実施）

地区: 開田町、唐人町（以上が住居表示実施区域）、水主町、向町、船頭町、丸木、港町、樫河
- 松山町（松山郷）

地区: 戸楽、松山北部、松山北部第一、松山南部
- 三尾野町（三尾野郷）

地区: 坂の上
- 吉久木町（吉久木郷）

地区: 三番町、三番町住宅、吉久木、新馬場
その後、住居表示実施により以下の町が福江町あるいは三尾野町から分立。
1966年
1962年に発生した福江大火の被災地域において土地区画整理事業による換地処分が行われ、同時に住居表示を実施。
- 江川町（福江町）

地区: 江川町第1～4
- 幸町（福江町）

地区: 幸町第1～2
- 栄町（福江町）

地区: 栄町第1～3
- 末広町（福江町）

地区: 末広町第1～2
- 中央町（福江町）

地区: 中央町第1～4
- 錦町（福江町）

地区: 錦町
1998年
福江町の一部において住居表示実施。
- 池田町（福江町）

地区: 池田町
- 紺屋町（福江町）

地区: 紺屋町
- 東浜町1 - 3丁目（福江町）

地区: 東浜町、新浜町、朝日町
- 武家屋敷1 - 3丁目（福江町）

地区: 南町、仲町
2003年
- 新港町（福江町）

地区: 新港町
- 坂の上1丁目（三尾野町）

地区: 坂の上
- 大円寺町（三尾野町）

地区: 大円寺
- 三尾野1 - 3丁目（三尾野町、福江町[通称・西町]）

地区: 三尾野第1～2

### 旧奥浦村
- 奥浦町（奥浦郷）

地区: 浦頭、奥浦、奥ノ木場、嵯峨瀬、戸岐向、堂崎、堂崎道
- 戸岐町（戸岐郷）

地区: 観音平、きびなご綱代、戸岐、半泊、間伏、宮原
- 平蔵町（ひらぞう、平蔵郷）

地区: 浦頭、大泊、小田河原、樫ノ浦、椎木山、草津、南河原、浜泊、平蔵、六方

### 旧崎山村
- 赤島町（赤島郷）

地区: 赤島
- 上崎山町（上崎山郷）

地区: 崎山、鐙瀬、塩津
- 下崎山町（下崎山郷）

地区: 崎山
- 長手町（長手郷）

地区: 長手
- 向町（向郷）

地区: 向

### 旧本山村
- 高田町（こうだ、高田郷）

地区: 高田、野中、蓮寺、平山
- 堤町（堤郷）

地区: 堤
- 野々切町（ののきれ、野々切郷）

地区: 大窄、野々切
- 吉田町（吉田郷）

地区: 猪掛、雨通宿、鎌田、久木山、瀬戸、高ノ巣、吉田

### 旧大浜村
- 黄島町（おうしま、黄島郷）

地区: 黄島
- 小泊町（おどまり、小泊郷）

地区: 大浜
- 浜町（浜郷）

地区: 大浜
- 増田町（増田郷）

地区: 黒蔵、二里木場、増田

### 旧久賀島村
- 猪之木町（猪之木郷）

地区: 猪ノ木、永里、細石流、竹山、野首、浜泊、深浦
- 田ノ浦町（田ノ浦郷）

地区: 田ノ浦、浜脇
- 久賀町（ひさか、久賀郷）

地区: 市小木、内上平、大開、久賀、野園
- 蕨町（蕨郷）

地区: 内幸泊、折紙、五輪、福見、蕨

### 旧樺島村
- 伊福貴町（いふき、伊福貴郷）

地区: 伊福貴、大小瀬、首ノ浦、長刀
- 本窯町（本窯郷）

地区: 芦ノ浦、竹ノ浦、本窯

## 旧福江市域外
2004年（平成16年）の合併において、長崎県内を含む多くの自治体で採用されている、旧自治体名の下に従来の字名を重ねる方式を取っている。ただし、五島地方は従来「郷」が用いられていたが、合併の際に郷の文字を削除している。(例：南松浦郡○○町××郷→五島市○○町××)
なお、これら5町はいずれも、市町村制施行以降、五島市発足まで合併を経験していない。

### 富江町
- 富江町狩立（かりたて、狩立郷）

地区: 上町、狩立、月見
- 富江町黒島（黒島郷）

地区: 黒島
- 富江町黒瀬（黒瀬郷）

地区: 天保、黒瀬
- 富江町繁敷（繁敷郷）

地区: 繁敷
- 富江町職人（職人郷）

地区: 職人町、山崎
- 富江町田尾（田尾郷）

地区: 田尾
- 富江町岳（岳郷）

地区: 岳、坪、山崎
- 富江町土取（土取郷）

地区: 土取町、女亀
- 富江町富江（富江郷）

地区: 新町、東新町、広町、横町、西新町、東片町、浜町、舟手町、小島、西片町
- 富江町長峰（長峰郷）

地区: 太田、琴石、丸子
- 富江町松尾（松尾郷）

地区: 田ノ江、松尾、宮下、横ケ倉
- 富江町山下（山下郷）

地区: 山下
- 富江町山手（山手郷）

地区: 黒瀬、山手

### 玉之浦町
2004年2月に3か所の郷を新設しており、五島市に引き継がれた。この郷分割により、玉之浦郷を除き自治会と郷が一致しているため、玉之浦を除き地区名を省略する。
- 玉之浦町荒川（荒川郷）
- 玉之浦町布浦（荒川郷→布浦郷）
- 玉之浦町幾久山（いつくやま、幾久山郷）
- 玉之浦町上の平（かみのひら、幾久山郷→上の平郷）
- 玉之浦町小川（小川郷）
- 玉之浦町大宝（だいほう、大宝郷）
- 玉之浦町立谷（たちや、立谷郷）
- 玉之浦町玉之浦（玉之浦郷）

地区: 向小浦、小浦、芝浦、芝浦団地、大ノ元1～2、深浦、元倉1～2、越首1～2、井持1～2、井持浦、戸町切
- 玉之浦町丹奈（丹奈郷）
- 玉之浦町頓泊（とんとまり、丹奈郷→頓泊郷）
- 玉之浦町中須（中須郷）

### 三井楽町
合併と同時に丑ノ浦郷・大川郷がそれぞれ2つに分割されている。この郷分割により、浜ノ畔郷・貝津郷を除き自治会と郷が一致しているため、浜ノ畔・貝津を除き地区名を省略する。
- 三井楽町丑ノ浦（丑ノ浦郷）
- 三井楽町塩水（丑ノ浦郷）
- 三井楽町大川（大川郷）
- 三井楽町高崎（大川郷）
- 三井楽町貝津（貝津郷）

地区: 貝津、竹山
- 三井楽町柏（柏郷）
- 三井楽町嵯峨島（嵯峨島郷）
- 三井楽町岳（岳郷）
- 三井楽町波砂間（波砂間郷）
- 三井楽町浜窄（はまさこ、浜窄郷）
- 三井楽町浜ノ畔（はまのくり、浜ノ畔郷）

地区: 里、釜、正山、八ノ川、後網
- 三井楽町渕ノ元（渕ノ元郷）

### 岐宿町
- 岐宿町川原（川原郷）

地区: 白石、淵之元、大川原、小川原、打折、惣津
- 岐宿町岐宿（岐宿郷）

地区: 宮町、東町、浜町、本町、平町、城山町、西町、青柳町、水ノ浦
- 岐宿町楠原（楠原郷）

地区: 東楠原、中楠原、西楠原
- 岐宿町河務（こうむ、河務郷）

地区: 河務、大曲
- 岐宿町唐船ノ浦（とうせんのうら、唐船ノ浦郷）

地区: 唐船ノ浦
- 岐宿町戸岐之首（戸岐之首郷）

地区: 戸岐之首
- 岐宿町中岳（中岳郷）

地区: 中岳北部、中岳南部
- 岐宿町二本楠（二本楠郷）

地区: 二本楠
- 岐宿町姫島（姫島郷）

地区: (無住地区につきなし)
- 岐宿町松山（松山郷）

地区: 志田尾、松山、寺脇

### 奈留町
- 奈留町浦（浦郷）

地区: 浦、浦向、樫木山、相ノ浦、白這、外西海、内西海、前島
- 奈留町大串（大串郷）

地区: 夏井、江上、大串
- 奈留町泊（泊郷）

地区: 泊、大林、奈木、東風泊
- 奈留町船廻（船廻郷）

地区: 船廻、田岸、矢神、南越

## 脚註
1. ↑  福江川右岸で市役所周辺の、開田町と通称された部分。左岸の通称船頭町・丸木町は現在も住居表示未実施
2. ↑  角川日本地名大辞典では大波止と称す。